# Кювелье де Три, Жан Гийом Антуан
Жан Гийом Антуан Кювелье де Три (фр. Jean-Guillaume-Antoine Cuvelier de Trie; 15 января 1766, Булонь-сюр-Мер — 27 мая 1824, Париж) — французский драматург. 

## Биография
По профессии - юрист. С 1790 года участвовал в первых походах Наполеона. Капитан кавалерии. Награждён орденои Почётного легиона.
Выйдя в отставку, занялся литературным творчеством, драматургией. Известен сценическими произведениями — пантомимами и мелодрамами, конкурировавшие с мелодрамами Г. Пиксерекура и Л. Кенье. Темами его сочинений были ужасы, кровавые сражения и преступления, роковые тайны, происходившие в таинственной и страшной атмосфере. 
В творчестве Кювелье де Три совершается переход от предромантической мелодрамы к романтической.
Один из создателей популярного в годы Первой империи жанра большой постановочной, зрелищной пантомимы на военные темы. Носил прозвище Кребийона бульваров.
С 1793 по 1824 год создал большое количество мелодрам, драм, пантомим и других, многие из которых имели большой успех: их более 110. 
Среди его мелодрам: «Фальшивомонетчики, или Месть» (1797), «Невидимый трибунал, или Преступный сын» (1801), «Герман и Софи, или Баварский карнавал» (1803), «Девушка-нищенка» (в соавт., 1809), «Жан Сбогар» (по новелле Ш. Нодье, совм. с Леопольдом, 1818), пантомимы «Дитя несчастья, или Немые любовники» (1798), «Железная рука, или Виновная супруга» (1810). «Дочь дикая », «Мейн де Фер» , «Дочь милая », «Жан Сбогар», «Махабеес» и «Морт де Клебер».
Инициатор использования шекспировских сюжетов на сценах «театров бульваров».

Умер в Париже на 59-м году жизни и был похоронен на кладбище Пер-Лашез 

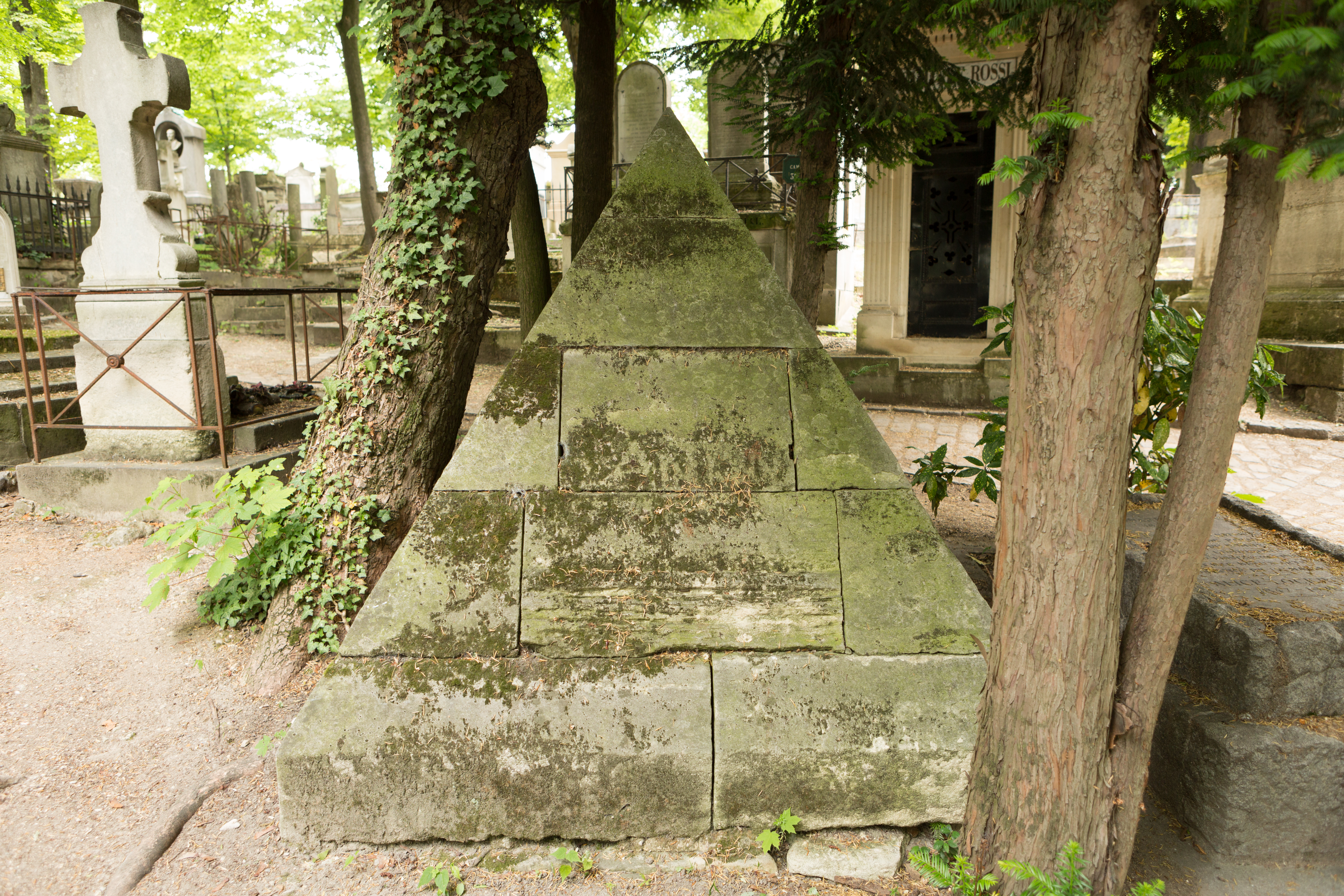
фото могилы